# Exoprosopa antica
Exoprosopa antica är en tvåvingeart som först beskrevs av Walker 1852.  Exoprosopa antica ingår i släktet Exoprosopa och familjen svävflugor.
Artens utbredningsområde är Colombia. Inga underarter finns listade i Catalogue of Life.